# 유럽 고속도로 119호선
유럽 고속도로 119호선(European route E119)은 러시아의 모스크바에서 출발, 아스트라한을 거쳐 국경을 건너 아제르바이잔의 수도인 바쿠를 지나 아스타라까지 이어주는 총연장 2,627 km의 거리를 가진 국제 E-road 네트워크 노선망이다. 연결되어 있는 주요 도시는 모스크바 - 아스트라한 - 바쿠 - 마하치칼라 - 아스타라 등이 있고, 이란 국경선과 바로 마주하고 있다.

## 주요 경유지

### 러시아
- 러시아 연방도로 M4호선(영어판) ( 유럽 고속도로 115호선의 일부) : 모스크바 - 카쉬라
- 러시아 연방도로 R22호선(영어판) : 카쉬라 - 탐보프 - 보리소글렙스크 - 볼고그라드 - 아스트라한
- 러시아 연방도로 R215호선(러시아어판) : 아스트라한 - 하사뷰르트 - 마하치칼라
- 러시아 연방도로 R217호선(영어판) : 마하치칼라 - 사무르 (아제르바이잔)(영어판)

### 아제르바이잔
- M1 간선도로 : 사무르 (아제르바이잔)(영어판) - 숨가이트 - 바쿠
- M2 간선도로(독일어판) : 바쿠 - 아랴트 (아제르바이잔)(영어판)
- M3 간선도로(독일어판) : 아랴트(영어판) - 빌레수바르(영어판) - 아스타라

### 이란
- 국도 제49호선 : 아스타라